# Bacton Green (Suffolk)
Bacton Green – wieś w Anglii, w hrabstwie Suffolk. Leży 24 km na północny zachód od miasta Ipswich i 111 km na północny wschód od Londynu.